# Antonio Bells
Pour les articles homonymes, voir Bells.
Antonio Bells, né le 6 juillet 1948, est un homme politique palaois.

## Biographie
Député de Ngaraard, il occupe le poste de président de la chambre des délégués des Palaos à deux reprises au début du XXIe siècle. En janvier 2013, il devient vice-président et ministre de la Justice des Palaos, sous la présidence de Tommy Remengesau. Il cède son poste à Raynold Oilouch en janvier 2017.